# Hermann von der Pfordten
Hermann von der Pfordten, född 5 juli 1857 i München, död 17 november 1933, var en tysk friherre och musikolog. 
Pfordten, som var filolog och musikhistoriker, var från 1906 professor vid Münchens universitet. Han författade Handlung und Dichtung der Bühnenwerke Richard Wagner's (1893, talrika senare upplagor), Deutsche Musik (andra upplagan 1920), samt skrifter om Ludwig van Beethoven, Wolfgang Amadeus Mozart, Franz Schubert, Carl Maria von Weber och Robert Schumann.